# 2014年ソチオリンピックの東ティモール選手団
2014年ソチオリンピックの東ティモール選手団（2014ねんソチオリンピックのひがしティモールせんしゅだん）は、2014年2月7日から23日までロシアのソチで開催された2014年ソチオリンピック東ティモール選手団の名簿。東ティモールは今回、冬季オリンピック初参加となった。

## 選手団
- 人員: 選手 1人
- 開会式旗手: ヨハン・ゴンチャルヴェス・ゴウト

## アルペンスキー
| 選手                             | 種目     | 1回目     | 1回目 | 2回目     | 2回目 | 合計      | 合計 |
| 選手                             | 種目     | 結果      | 順位  | 結果      | 順位  | 結果      | 順位 |
| -------------------------------- | -------- | --------- | ----- | --------- | ----- | --------- | ---- |
| ヨハン・ゴンチャルヴェス・ゴウト | 男子回転 | 1分09秒01 | 77位  | 1分21秒88 | 43位  | 2分30秒89 | 43位 |